# هاید پارک (باستن)
هاید پارک (به انگلیسی: Hyde Park) یک منطقهٔ مسکونی در ایالات متحده آمریکا است که در بوستون واقع شده‌است.